# プレカット
プレカット (英語: precut) とは、一般に、何かの生産工程において「あらかじめ切断しておく」ことを意味する動詞である。本項では、住宅建築における木工事部分について、現場施工前に工場などで原材料を切断したり加工を施しておくことについて述べる。なお、コンクリート建築における同様な用語として、あらかじめ工場でコンクリート製品を形作っておくプレキャスト工法がある。

## 概要
従来、木造住宅の建築においては、建築現場に作業小屋を設けそこで木材を加工していた。現場に届く木材は、製材所で規格化された寸法に切断された製材品であり、実際の建物の各部位の寸法にあうように材を切断しホゾなどの仕口加工をするのは、現場の大工がやる作業であった。これに対しプレカットを用いた建築では、製材された木材はプレカット工場で加工される。建設現場には、必要な長さに切断済であるだけでなく、継ぎ手、仕口の加工まで施された材が配送され、現場で実施する加工は少ない。あらかじめ工場で加工済みのものを現場で組み立てることによって、工期の短縮、建築現場の資材置き場や作業スペースの縮小、大工の技量によらない均質な加工などのメリットが得られるので、現在の木造住宅建築においてプレカットは幅広く用いられている。

## 従来の手法と比較した場合のメリット
工期短縮や現場での産業廃棄物抑制、積算精度の向上などによるコストダウンが図れる。
- 長い柱や太い梁であっても高精度に加工できる。このため、柱と梁を組み上げただけの初期の段階でも建築物の揺れが小さく安定性が高い。また、その上で作業をする者にとっての安全性も増す。
- 従来の手刻み加工では不可能、または作成に長時間を要していたような複雑なみ継手、仕口も短時間に量産できるため、建築物の耐久性を安価に向上させることができる。
- 大工職人等の技量や建築現場の気象条件等のさまざまな不安定要素に左右されることなく、均一な部材を安定して調達できる。
- 工場ではつねに複数の案件を加工しており、端材の発生場所が１ヶ所にまとめられるので、リサイクルなどに有利である。
- そもそも、大工仕事に従事する職人の数が減っているため、プレカットなしで木造の建築をすることは、とりわけ着工件数の多い大手住宅会社においては経済的に難しく、メリットというより必須である。

## 普及と課題

### 普及
木造軸組住宅用部材におけるプレカットは、NC工作機械技術を応用し、専用の複雑な形状をした刃物を用いたプレカット専用生産システムの全自動化や大工職人の減少等を背景に1990年ごろより急速に普及し、木造軸組住宅のプレハブ化を促した。2005年現在、大都市部でのプレカット率は90%を超えると言われ、木造軸組住宅建設の主流となっている。この他の木造住宅の工業化の手法としては木造枠組壁構法（通称ツーバイフォー工法）がある。
ツーバイフォー工法においては、材が規格化されていること、材の接合では金物の形状によって傾斜した組み合わせなども実現し、木材に対して複雑な仕口加工をあまり施さないことから、あえてプレカット工場を使用するまでもなく既に工業化されていると考えられていた時期もあったが、工期短縮や品質向上のため、工場で構造材のパネルをある程度組み立ててから現場に搬入するようになり、また、プレカット工場で構造用木材だけでなく内装材や防火タイルなどの外壁材なども加工するようになってきたことから、ツーバイフォー工法であっても、工場への依存度は高まっている（木造軸組工法もツーバイフォー工法も、プレハブ化が進んでいる）。

### 課題
かつては製材所の一部門、あるいは大手住宅メーカーの前工程を引き受ける下請けというイメージのあったプレカット工場であるが、現在は、工務店の資材調達から、場合によっては現場で施工する職人の手配まで手がけるなど、木造建築における重要度、存在感は増している。その結果、建築物の設計について責任を負うべき立場の工務店が、木材の仕口加工の詳細や１階と２階の柱や壁の関係のチェックなど、建物の強度や歪みに影響を与える部分の扱いを吟味せず、CADが自動生成したものをそのまま工場に加工させてしまったり、極端な例ではスケッチを工場に渡してCADの入力も工場に任せるなど、設計上の責任分担があいまいになされている事例が発生している。大手住宅メーカーに対抗する資本力に乏しい中小の工務店では、プレカット工場に対するワンストップ化の期待は大きいので、これに対して、プレカット工場のほうで建築士を雇い有償で設計支援をするなどの動きも起こっている。

## 大手プレカット工場
プレカット工場によって取り扱う品目が異なるため、一概に比較することは難しいが、一例として2011年現在での木造軸組構造材の加工能力の上位3社を例示する。ポラテック（埼玉県越谷市）、テクノウッドワークス（栃木県鹿沼市）、中国木材（広島県呉市）。

## 機械メーカーおよび住宅メーカー
プレカット生産システムの大手メーカーとしては宮川工機(本社豊橋市)、平安コーポレーション(本社浜松市)、キクカワエンタープライズ（本社伊勢市)、庄田鉄工(本社浜松市)、内外工業（本社広島市）ナカジマ(本社埼玉県)等が有名である。

また、この工法による戸建住宅の販売大手としては一条工務店(本社浜松市)、住友林業(本社東京)、ポラス(ポラテックの親会社、本社越谷市)等がある。

一条工務店は自社工場で加工し、住友林業は外注先のプレカット工場を全国に多数持っていて自社では加工していない。